# José Javier Barkero
José Javier Barkero Saludes est un footballeur espagnol, né le 27 avril 1979 à Aretxabaleta. Il évolue au poste de milieu offensif. 
En août 2014, Barkero prend sa retraite, après seize saisons en tant que joueur professionnel.

## Palmarès

### En club
Vierge

### En sélection
- Espagne -20
  - Vainqueur de la Coupe du monde des moins de 20 ans en 1999.